# Chhetrapa
Chhetrapa (nep. क्षेत्रपा) – gaun wikas samiti w środkowej części Nepalu w strefie Dźanakpur w dystrykcie Dholkha. Według nepalskiego spisu powszechnego z 2001 roku liczył on 569 gospodarstw domowych i 2547 mieszkańców (1341 kobiet i 1206 mężczyzn).